# فیل هیل
فیل هیل (انگلیسی: Phil Hill؛ زادهٔ ۲۰ آوریل ۱۹۲۷ – درگذشتهٔ ۲۸ اوت ۲۰۰۸) یک رانندهٔ مسابقات اتومبیل‌رانی فرمول یک و مسابقات ۲۴ ساعته لمانز اهل ایالات متحده آمریکا بود.